# Grand Forks (Columbia Britannica)
Grand Forks è una città della Columbia Britannica, in Canada, situata nel distretto regionale di Kootenay Boundary.